# Dysart Airport
Dysart Airport är en flygplats i Australien. Den ligger i kommunen Isaac och delstaten Queensland, omkring 710 kilometer nordväst om delstatshuvudstaden Brisbane. Dysart Airport ligger 211 meter över havet.
Trakten runt Dysart Airport är nära nog obefolkad, med mindre än två invånare per kvadratkilometer..
Omgivningarna runt Dysart Airport är i huvudsak ett öppet busklandskap.  Genomsnittlig årsnederbörd är 786 millimeter. Den regnigaste månaden är januari, med i genomsnitt 147 mm nederbörd, och den torraste är augusti, med 16 mm nederbörd.